# Žaškivský rajón
Žaškivský rajón (ukrajinsky Жашківський район) byl rajón v Čerkaské oblasti na Ukrajině. Hlavním městem byl Žaškiv a rajón měl přibližně 45 tisíc obyvatel.

## Sídla v rajónu
- Žaškiv